# Abadia de Malmesbury
A Abadia de Malmesbury (em inglês:  Malmesbury Abbey), em Malmesbury em Wiltshire, na Inglaterra. Era também uma das poucas casas monásticas inglesas com uma história contínua a partir do século VII até a Dissolução dos Mosteiros, no século XVI. Ela foi dedicada aos santos Pedro e Paulo. O historiador do século XII Guilherme de Malmesbury era desta comunidade.

## História

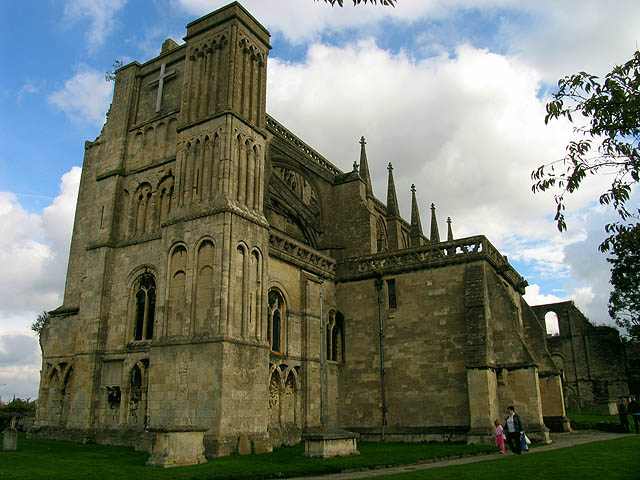
Fachada da abadia

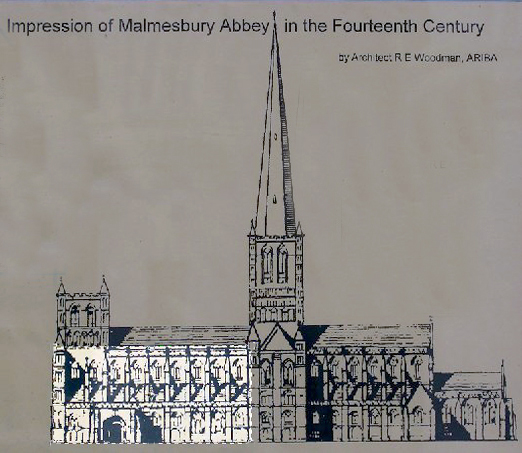
Aparência original antes dos desabamentos

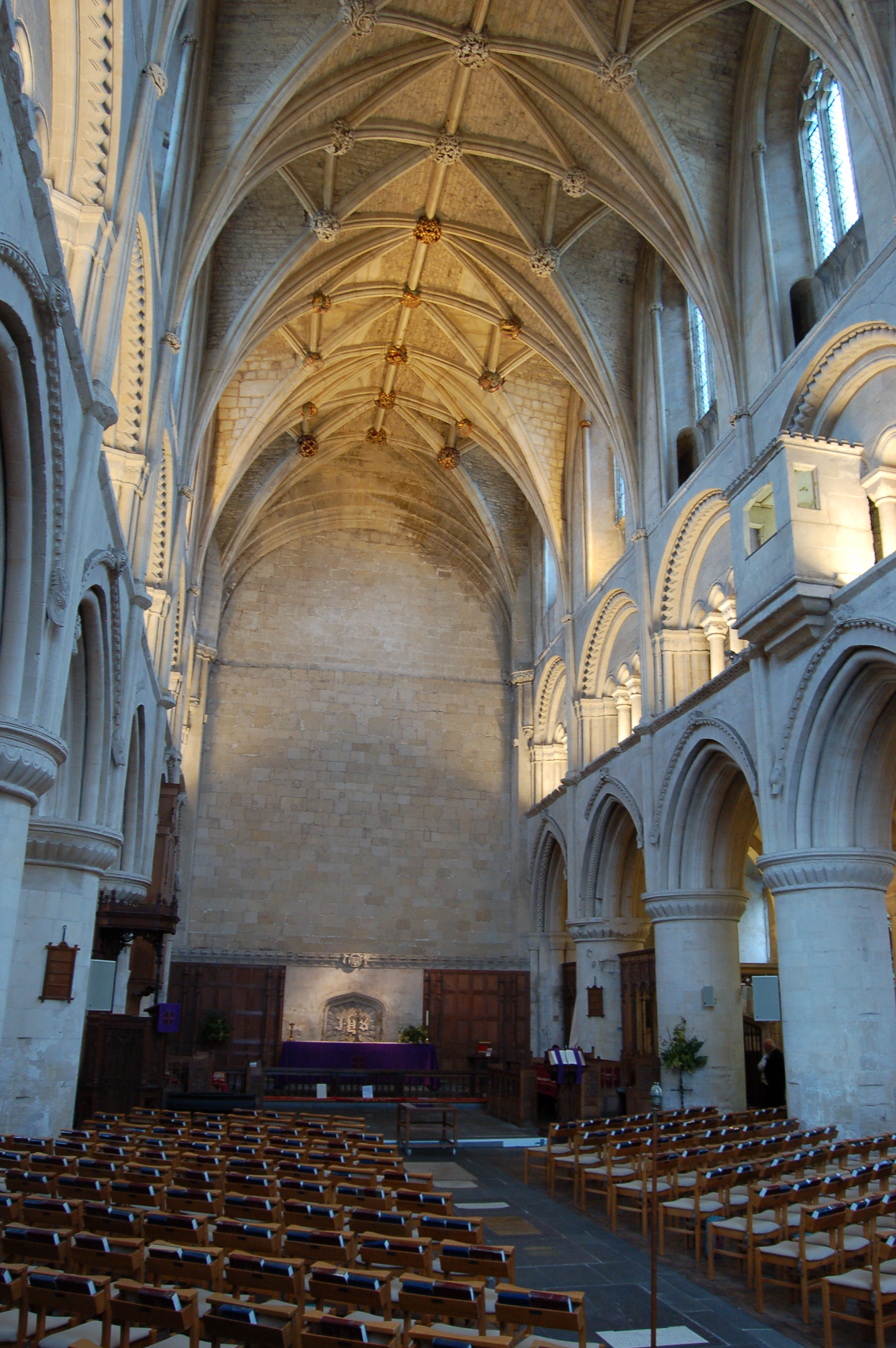
Interior da abadia

A abadia foi fundada como um mosteiro beneditino por volta de 676 d.C. pelo poeta e acadêmico Aldelmo (Aldhelm), um sobrinho do rei Ine de Wessex. Em 941, o rei Etelstano (Æthelstan) foi enterrado ali. Por volta do século XI, ela abrigava a segunda maior biblioteca da Europa, sendo considerada um grande centro cultural e de aprendizado.
A abadia estava praticamente completa em 1180. O coruchéu de 131 metros de altura e a torre sobre a qual ela se apoiava desabaram numa tempestade por volta de 1500, destruindo também a maior parte da igreja, incluindo dois terços da nave e do transepto. A torre oeste caiu também por volta de 1550, demolindo as três capelas mais a oeste na nave. Como resultado destes dois colapsos, menos da metade do edifício original permanece em pé atualmente.
O complexo todo, que era composto por quase 93 km² em vinte paróquias (chamadas de Malmesbury Hundred), foi fechado na Dissolução dos Mosteiros, em 1539, por ordem do rei [
[[[Henrique VIII de Inglaterra|[Henrique VIII]] e foi vendido, com todas as terras, para William Stumpe, um rico comerciante. Ele devolveu a abadia para cidade para que fosse utilizada como igreja paroquial e recheou os demais edifícios com teares para a sua tecelagem. Atualmente, a Abadia de Malmesbury continua em pleno uso como a igreja paroquial de Malmesbury, na Diocese de Bristol. Os documentos anglo-saxões de Malmesbury, mesmo que acrescidos por falsificações e extensões realizadas no scriptorium da própria abadia, contém importante material sobre a história do Reino de Wessex e da igreja dos saxões orientais a partir do século VII.
Hoje, muito da abadia permanece intacto. O terço ainda em pé da nave da igreja foi restaurado e é um local de devoção ainda ativo e há planos de construir um centro de visitantes no local.

## Tentativa de voo

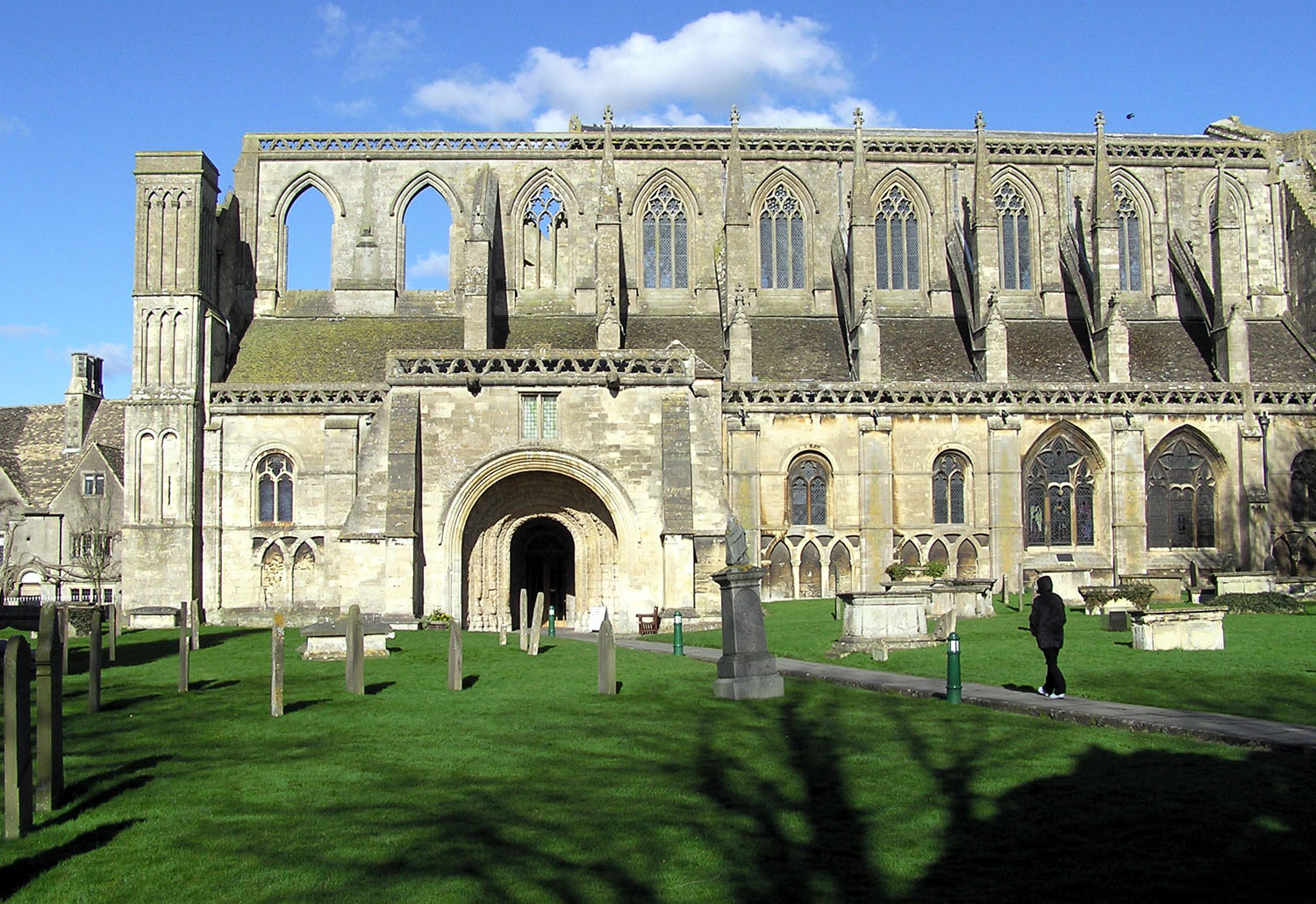
Vista exterior, a partir do cemitério

Durante a Guerra Civil Inglesa, acredita-se que Malmesbury tenha trocado de mãos pelo menos sete vezes e a posse da abadia foi duramente perseguida. Centenas de marcas de balas ainda podem ser vistos nos lados sul, oeste e leste da muralha da abadia. Ali também foi o local de uma primeira tentativa de vôo quando, em 1010, o monge Eilmer de Malmesbury tentou voar numa primitiva Asa-delta a partir da torre. Eilmer voou por mais de 200 metros antes de cair, quebrando ambas as pernas. Ele depois lamentou que a única razão pela qual ele não voou mais longe foi a falta de uma cauda em seu planador.

## Sepultamentos
- Aldelmo, primeiro bispo de Salisbury e santo